# 김진수 (극작가)
김진수(金鎭壽 , 1909년 3월 3일 ~ 1966년 8월 31일)는 한국의 극작가이다.
평안남도 중화군에서 태어났다. 1935년에 도쿄 릿쿄대학(立敎大學) 영문과를 졸업하였다. 재학시부터 홍해성·유치진·허남실 등과 연극연구에 전념하는 한편, '동경학생예술좌(東京學生藝術座)' 창립에 참가하였고, 1936년에 실시된 '극예술연구회'의 현상희곡에 <길>이 당선됨으로써 극단에 정식으로 데뷔했다. 1938년 동아일보에 아동극 종달새, 산타클로스 등을 연재하였다.
광복과 함께 교육계에 투신하여 경기여고 교사, 중앙대학·국학대학 강사를 거쳐 1955년에 경희대학 교수를 역임하였다. 문총중앙위원과 한국자유문협 희곡 분과위원장을 역임한 그는 <코스모스> <길가에 핀 꽃> <해 뜰 무렵> <버스정류장이 있는 로터리에서 생긴 일> <청춘> <아들들> 등 많은 희곡 작품과 연극평론을 썼다. 그가 남긴 저서로는 <김진수 희곡선집>과 사후에 출판된 <김진수 연극론집>이 있다.

## 참고 자료
- 이 문서에는 다음커뮤니케이션(현 카카오)에서 GFDL 또는 CC-SA 라이선스로 배포한 글로벌 세계대백과사전의 내용을 기초로 작성된 글이 포함되어 있습니다.